# Maire de Belgrade
Le maire de Belgrade (en serbe : Градоначелник Београда et Gradonačelnik Beograda) est à la tête de la ville de Belgrade, la capitale de la Serbie. Il représente la ville et il y exerce des fonctions exécutives. 
Vu le rôle économique, culturel et scientifique de la capitale serbe, le maire de Belgrade est officiellement le troisième personnage de l'État après le président du gouvernement et le président de la république de Serbie[réf. nécessaire].

## Bureau
Selon la législation actuelle, le maire est élu pour une période de quatre ans, en même temps que les députés de l'Assemblée municipale. Le maire ne peut être un membre de cette assemblée.
Le maire dispose d'un adjoint, qui le remplace en cas d'absence prolongée et dans toutes les situations où il est empêché d'exercer ses fonctions. Le maire nomme son adjoint, avec l'approbation de l'Assemblée municipale.
Le maire est en même temps le président du conseil municipal, avec le droit de vote.

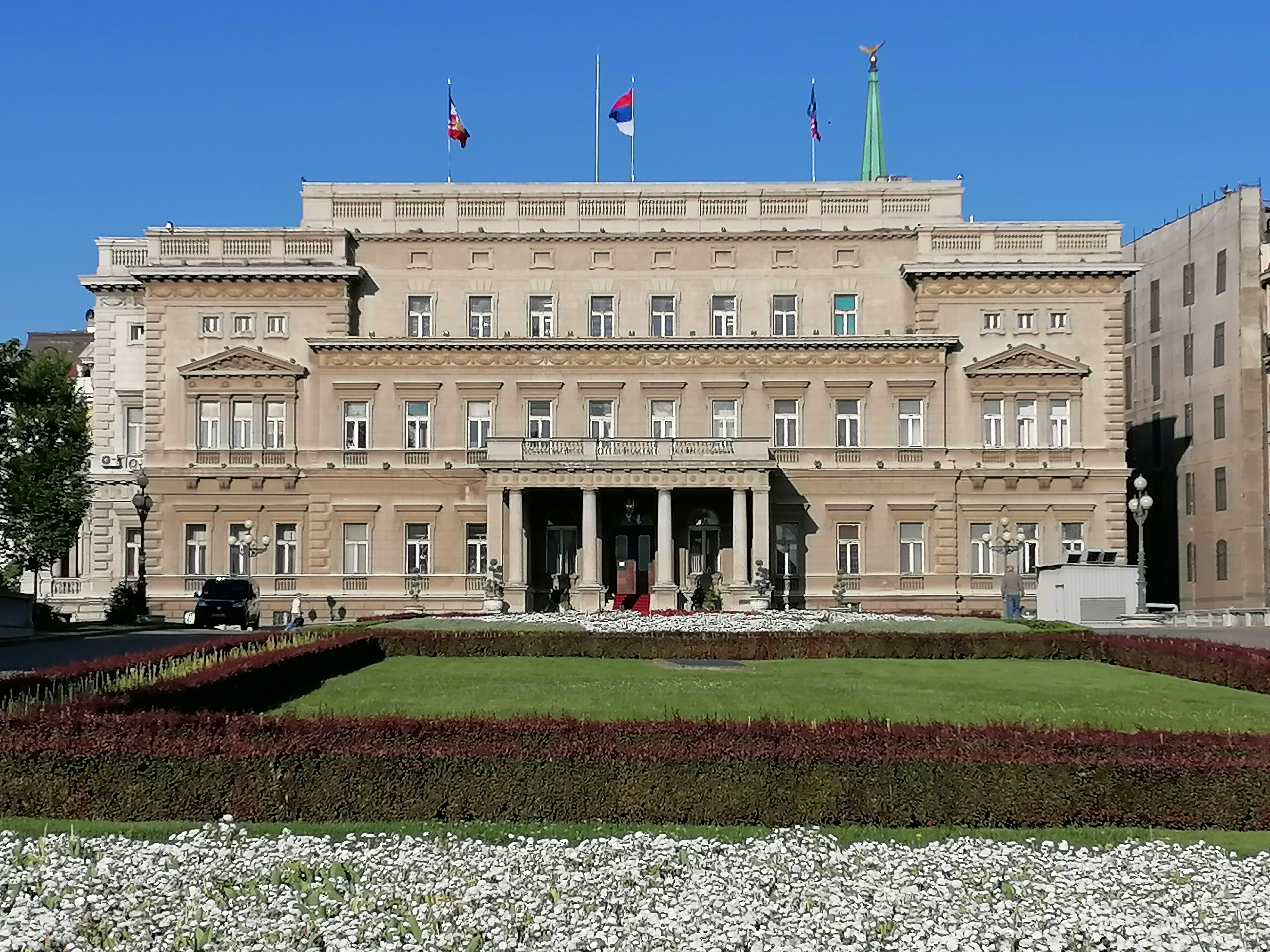
Le Stari dvor, hôtel de ville de Belgrade.

## Compétences
Les compétences du maire s'exercent dans les domaines suivants :
- exécution des décisions de l'Assemblée municipale ;
- proposition de projets et de décisions soumise au vote de l'Assemblée municipale ;
- prise en charge des tâches et des devoirs fixés par les lois de la République ;
- direction et coordination de l'administration municipale ;
- proposition de nomination ou de congédiement du chef et du chef adjoint de l'administration de la ville ;
- décision d'utiliser ou de louer les biens appartenant à la ville et administration de ces biens, avec l'approbation du Direction de la propriété de la république de Serbie ;
- exécution du budget ;
- décisions d'ordre individuel, dans le cadre de la législation établie par l'Assemblée municipale ;
- mise en place d'organes d'expertise ;
- exécution de toutes ses fonctions prévues par la Charte et la législation de la Ville.

## Liste des maires de Belgrade

### Principauté de Serbie(1815-1882)
- Ilija Čarapić (7 mai 1839 - 27 mai 1840)
- Miloš Bogićević (28 mai 1840 - 24 septembre 1840)
- Mladen Žujović (25 septembre 1840 - fin 1841)
- Stojan Delimirković (1855)
- Marko Stojković (1861 - 1862)
- Jovan Smiljanić (1865 - 1866)
- Gligorije Jovanović (1866)
- Mihailo Terzibašić (6 septembre 1866 - 14 septembre 1867)
- Jovan Nikolić-Čokojić (14 septembre 1867 - 1868)
- Vasilije Ivanović (1868)
- Gligorije Jovanović (1868)
- Aćim Čumić (1869)
- Arsa Lukić (27 décembre 1869 - avril 1871)
- Aleksa Đurić (10 juin 1871 - 31 décembre 1872)
- Dimitrije Popović (30 mars 1872 - août 1878)
- Aleksa Stevanović (août 1878 - octobre 1879)
- Živko Karabiberović (octobre 1879 - 6 mars 1882)

### Royaume de Serbie(1882-1918)
- Živko Karabiberović (6 mars 1882 - 1er août 1884)
- Vladan Đorđević (1er août 1884 - 10 août 1885)
- Mihailo Bogićević (4 avril 1886 - 4 février 1887)
- Svetomir Nikolajević (7 mars 1887 - 1er septembre 1887)
- Živko Karabiberović (1er septembre 1887 - 30 décembre 1889)
- Nikola Pašić (30 décembre 1889 - 14 janvier 1891)
- Milovan Marinković (26 mai 1891 - 22 novembre 1892)
- Petar Tatić (23 novembre 1892 - 2 avril 1893)
- Milovan Marinković (6 avril 1893 - 12 mai 1894)
- Mihailo Bogićević (14 mai 1894 - 8 novembre 1896)
- Nikola Stevanović (5 décembre 1896 - 31 décembre 1896)
- Nikola Pašić (10 janvier 1897 - 13 novembre 1897)
- Nikola Stevanović (13 novembre 1897 - 14 novembre 1899)
- Antonije Pantović (20 novembre 1899 - 13 avril 1901)
- Milovan Marinković (28 mai 1901 - 6 novembre 1902)
- Nikola Stamenković (28 mars 1903 - 11 août 1903)
- Kosta Glavinić (20 août 1903 - 20 novembre 1907)
- Velisav Vulović (1er janvier 1908 - 10 octobre 1909)
- Kosta Glavinić (11 avril 1910 - 21 septembre 1910)
- Ljubomir Davidović (24 octobre 1910 - 19 janvier 1914)
- Đorđe Nestorović (1er février 1914)

### Royaume des Serbes, Croates et Slovènes(1918-1929)
- Mihailo Marjanović (début 1919 - novembre 1919)
- Kosta Jovanović (9 novembre 1920 - 25 août 1920)
- Filip Filipović (25 août 1920)
- Đoka Kara-Jovanović (2 septembre 1920 - 3 mars 1921)
- Dobra Mitrović (9 mars 1921 - 12 mars 1923)
- Mihailo Marjanović (22 août 1923 - 6 janvier 1925)
- Kosta Kumanudi (22 août 1926 - 18 février 1929)
- Miloš Savčić (14 février 1929 - 3 octobre 1929)

### Royaume de Yougoslavie(1929-1945)
- Miloš Savčić (3 octobre 1929 - 23 mai 1930)
- Milan Nešić (23 mai 1930 - 12 mai 1932)
- Milutin Petrović (12 mai 1932 - 5 janvier 1935)
- Vlada Ilić (10 janvier 1935 - 13 septembre 1939)
- Vojin Đuričić (13 septembre 1939 - 20 juin 1940)
- Jevrem Tomić (20 juin 1940 - 12 avril 1941)
- Ivan Milićević (12 avril 1941 - 19 juin 1941)
- Milosav Stojadinović (19 juin 1941 - 11 septembre 1941)
- Dragi Jovanović (11 septembre 1941 - 3 octobre 1944)

### République fédérative socialiste de Yougoslavie(1945-1991)
- Mihajlo Ratković (1944 - 1947)
- Ninko Petrović (1947 - 1951)
- Đurica Jojkić (1951 - 1954)
- Miloš Minić (1955 - 1957)
- Đurica Jojkić (1957 - 1961)
- Milijan Neoričić (1961 - 1964)
- Branko Pešić (1964 - 1974)
- Živorad Kovačević (1974 - 1982)
- Bogdan Bogdanović (1982 - 1986)
- Aleksandar Bakočević (1986 - 1990)
- Milorad Unković (1990 - 1991)

### République fédérale de Yougoslavie(1992-2003)
- Milorad Unković (1991 - 1993)
- Slobodanka Gruden (1993 - 1994)
- Nebojša Čović (1994 - 1997)
- Zoran Đinđić (21 février 1997 - 30 septembre 1997)
- Vojislav Mihailović (22 janvier 1999 - 5 octobre 2000)
- Milan St. Protić (5 octobre 2000 - 20 mars 2001)
- Radmila Hrustanović (1er juin 2001 - 7 mars 2003)

### Communauté d'États Serbie-et-Monténégro(2003-2006)
- Radmila Hrustanović (7 mars 2003 - 3 octobre 2004)
- Nenad Bogdanović (3 octobre 2004 - 5 juin 2006)

### République de Serbie(2006-aujourd'hui)
- Nenad Bogdanović (5 juin 2006 - 27 septembre 2007)
- Zoran Alimpić (27 septembre 2007 - 21 juillet 2008 (intérim)
- Branislav Belić (21 juillet 2008 - 19 août 2008) (intérim)
- Dragan Đilas (19 août 2008 - 18 novembre 2013)
- Conseil temporaire (18 novembre 2013 - 24 avril 2014)
- Siniša Mali (24 avril 2014 - 7 juin 2018)
- Zoran Radojičić (7 juin 2018 - 20 juin 2022)
- Aleksandar Šapić (depuis le 20 juin 2022)